# بطة المسك النيوزيلندية
بطة المسك النيوزيلندية (الاسم العلمي: Biziura delautouri)؛ والمعروفة أيضًا باسم (بطة de Lautour)، هي بطة منقرضة صلبة الذيل موطنها نيوزيلندا. لا يُعرف إلا من عظام الأحافير. كان أقرب أقربائها هو بطة المسك الأسترالية الحية بيزيورا لوباتا، والتي جرى دمجها في بعض الأحيان.